# Газни
Газни (на пущунски: غزني; на дари: غزنی Ġazni) е град в Афганистан, административен център на едноименната провинция. Разположен е на планинско плато югозападно от Кабул по пътя към Кандахар.

## История
Не е известно кога е основано селището. За първи път е споменато от Сюен Дзан (VII век).
Разцветът на града настъпва към X—XI век, когато не само става столица на Газневидската империя, но и търговски и културен център. В различни години тук живеят и творят учени, писатели и поети: Ал-Бируни, Гардизи, Фарухи, Унсури, Манучехри. Тук великият Фирдоуси представя своя епос Шахнаме на султан Махмуд Газневи.